# Acronicta aceris
El sicamoro  (Acronicta aceris)  es una especie de lepidóptero ditrisio de la familia Noctuidae. Tiene distribución en la mayor parte de Europa. Se extiende hasta Marruecos, el Cercano y Medio Oriente hasta el oeste de Asia.

## Descripción

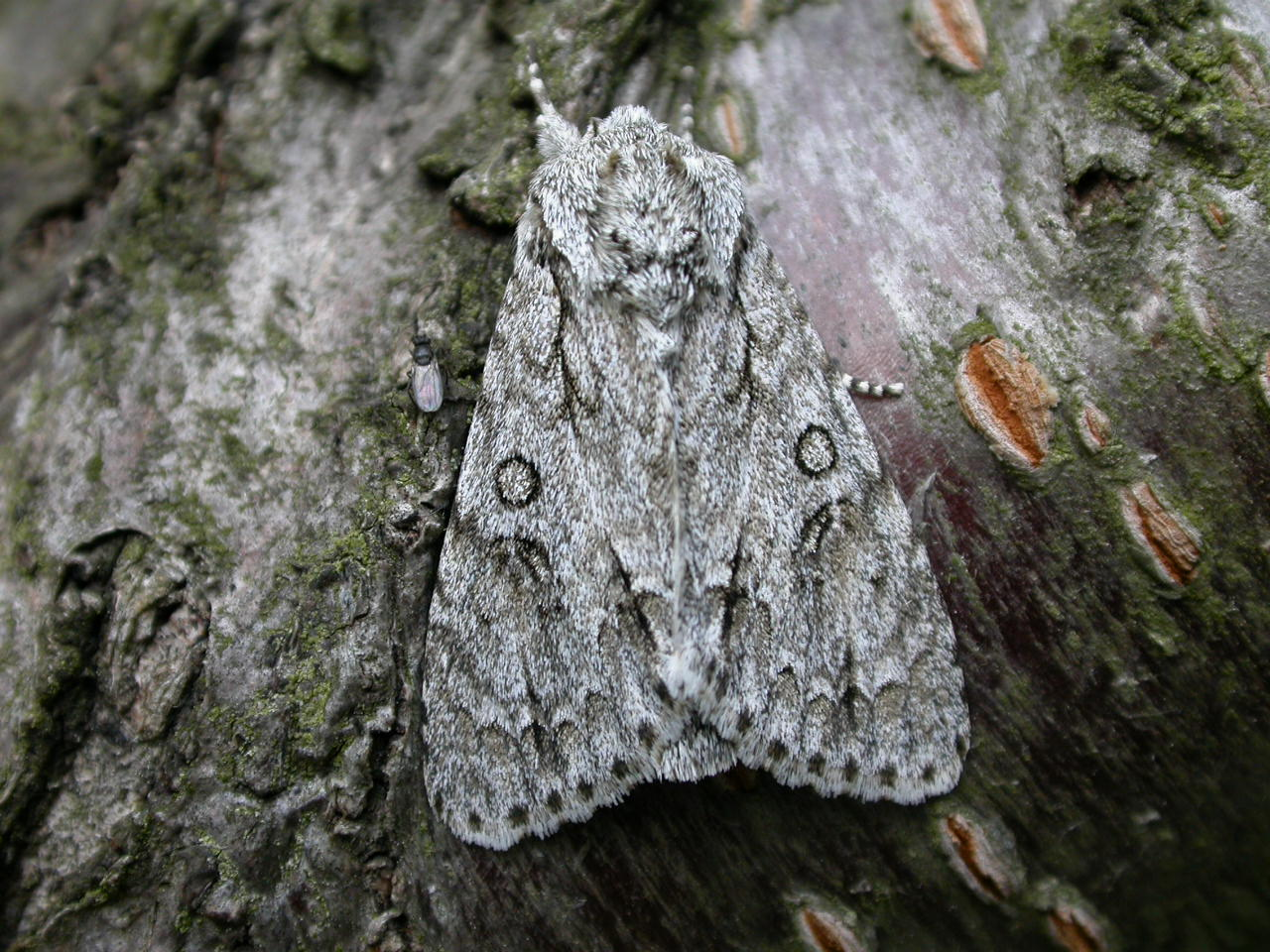
Acronicta aceris

Las alas traseras son pálidas a gris negruzcas con marcas poco evidentes, además de una constricción basal negra. Las  delanteras son blancas, a veces con marcas negras en las márgenes. Su envergadura es de 4-5 cm; y los  adultos vuelan de noche de junio a agosto y son atraídos por la luz y el azúcar.
Tiene larvas extraordinarias, inconfundibles, totalmente cubiertas de pelos amarillos y anaranjados muy largos con manchas blancas alineados con negro a lo largo del dorso. Se alimenta de varias especies de arces y de castaño de Indias (Aesculus hippocastanum), tilos (Tilia platyphyllos), moreras (Morus) y robles (Quercus robur). La  especie pasa el invierno como pupa.

## Subespecies

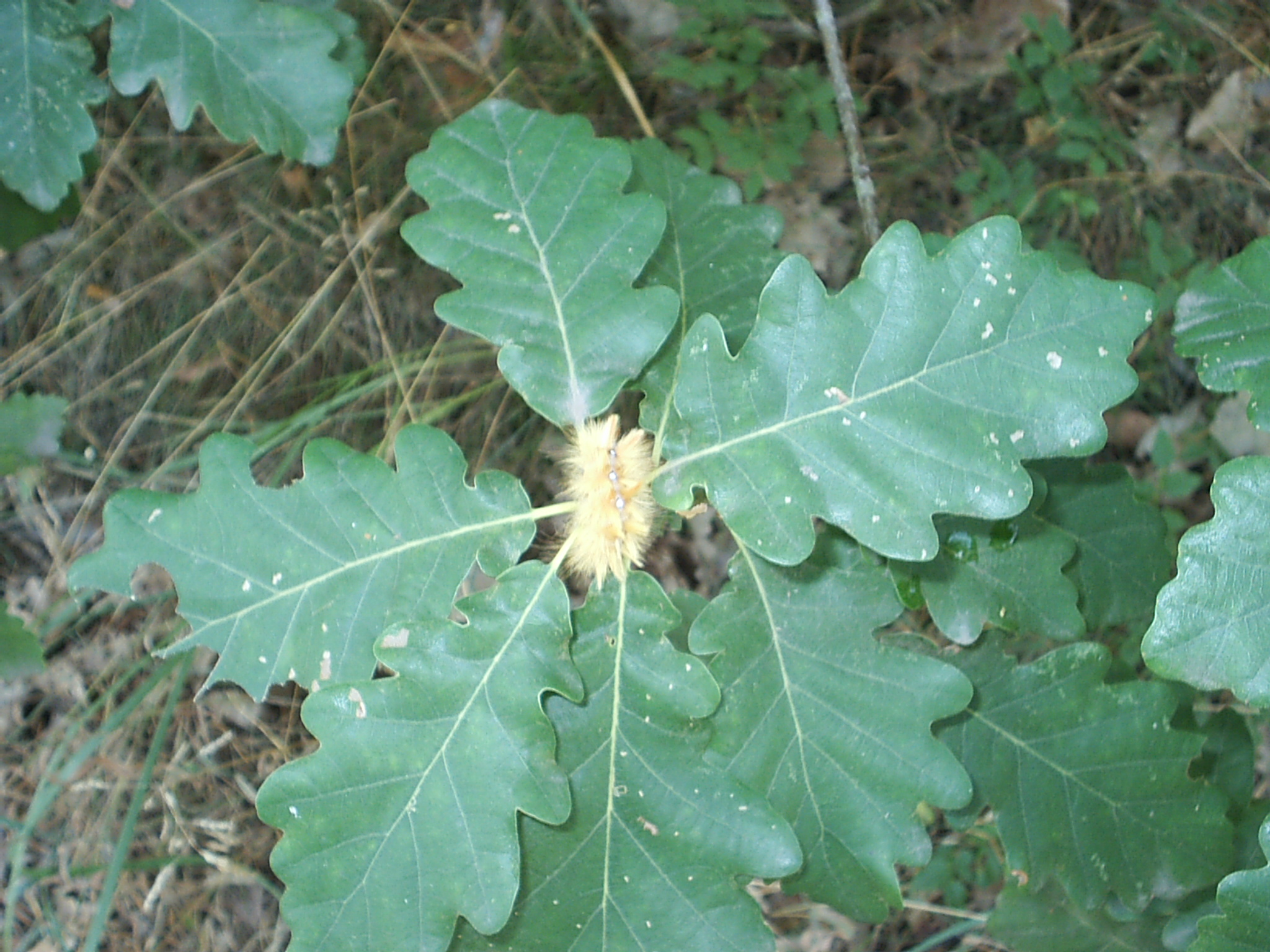
Oruga sobre hojas de roble.

- A. a. aceris - Europa.
- A. a. taurica - Chipre.